# She's So High
She's So High är den brittiska alternativa rockgruppen Blurs första singel, utgiven den 15 oktober 1990. Som bäst nådde singeln plats 48 på den brittiska topplistan. Singeln hämtades från albumet Leisure.

## Låtlista
- CD

1. "She's So High" (edit)
2. "I Know" (extended)
3. "Down"

- 7" och kassett

1. "She's So High" (edit)
2. "I Know"

- 12"

1. "She's So High"
2. "Sing"
3. "I Know" (extended)

- Europeisk CD

1. "She's So High" (edit)
2. "I Know"
3. "High cool" (easy listening mix)
4. "Bad Day" (leisurely mix)

Samtliga låtar är skrivna av Albarn/Coxon/James/Rowntree.